# Jasuko Kotani
Jasuko Kotani (小谷 泰子, Kotani Jasuko, * 1962 Nišinomija) je japonská fotografka aktivní na konci 20. a počátku století. Její fotografie jsou ve sbírce Tokijského muzea fotografie.